# Unkana ambasa
Unkana ambasa är en fjärilsart som beskrevs av Moore 1857. Unkana ambasa ingår i släktet Unkana och familjen tjockhuvuden. Inga underarter finns listade i Catalogue of Life.